# Myrcia polyneura
Myrcia polyneura es una especie de planta fanerógama perteneciente a la familia Myrtaceae. Es originaria de Cuba.

## Hábitat
Myrcia polyneura es un arbusto o pequeño árbol poco común que está confinado a la meseta de serpentina de la Sierra de Nipe en el noreste de Cuba.

## Taxonomía
Myrcia polyneura fue descrita por Ignatz Urban Borhidi y publicado en Acta Botanica Hungarica 29(1–4): 186. 1983.
Sinonimia
- Calyptranthes polyneura Urb.[4]